# Lorena Ponce de León
Lorena Ponce de León Núñez née le 6 octobre 1976 à Montevideo est une architecte paysagiste uruguayenne. Depuis 2000, elle est l'épouse de Luis Alberto Lacalle Pou. À la suite de l'élection de Lacalle à la présidence de l'Uruguay, elle devient Première Dame de l'Uruguay.

## Biographie

### Jeunesse et famille
Elle est née le 6 octobre 1976 à Montevideo, fille d'une mère batlliste et d'un père peu connecté à la politique. Elle a grandi à La Blanqueada, Montevideo, où elle a vécu jusqu'à l'âge de 9 ans, puis elle a déménagé avec ses parents à Carrasco. Elle a fréquenté l'école allemande et la Scuola Italiana.
Elle est diplômée de la Faculté des sciences agricoles de l'Universidad de la Empresa avec un diplôme de technicien forestier. Elle a également étudié la technicienne forestière à l'école de jardinage Professeur Julio Muñoz.

### Première dame de Uruguay
En mars 2020, elle a lancé Sembrando, un programme qui vise à soutenir les entrepreneurs après la crise sanitaire provoquée par la pandémie de coronavirus. Le programme permet de consulter des experts dans le domaine et aide à mettre en relation les entrepreneurs avec des institutions liées au thème de leur entrepreneuriat,. La première dame elle-même a rapporté le 7 avril que 1 460 personnes s'étaient inscrites.

## Vie personnelle
Ponce de León est un joueur de hockey. En novembre 1989, Ponce de León a rencontré Luis Alberto Lacalle Pou lors d'un rassemblement de jeunes pour célébrer la victoire de Luis Alberto Lacalle Herrera (père de Lacalle Pou), en tant que président de l'Uruguay. Dix ans plus tard, ils se sont retrouvés et ont commencé à sortir ensemble. Ils se sont mariés en 2000, lors d'un service organisé par Daniel Sturla dans la Cathédrale métropolitaine de Montevideo. Ensemble, ils ont trois enfants: Luis Alberto, Violeta et Manuel. Luis et Violeta sont les premiers jumeaux nés par FIV en Uruguay.